# 산현초등학교 (경기)
산현초등학교(山峴初等學校)는 대한민국 경기도 시흥시에 있는 공립 초등학교이다.

## 연혁
- 2018년 3월 1일 : 개교